# 陳賈
陈贾（?—?），战国时期齐国官员。
齐宣王攻占燕国，燕国人纷纷反叛齐国，齐宣王叹道：“我惭愧没听孟子的话。”陈贾说：“大王不用担心。大王自以为和周公相比，谁更爱民，谁更有智慧？”齐宣王说：“你这是什么话？”陈贾说：“周公派兄长管叔监管殷商的遗民，管叔却带领殷人叛乱；如果周公知道还派管叔，就是不仁爱人民；如果不知道而派管叔，就是没有智慧。仁与智，周公都没有完全做到，何况大王呢？我去见孟子向他解释。”  
于是他前去见孟子，问：“周公是什么样的人？”孟子回答：“古代的圣人。”陈贾又问：“周公派管叔监视殷人，管叔却在殷地反叛。难道周公预知管叔会叛乱而还是派他前去吗？”孟子回答：“周公之前不知道。”
陈贾说：“如此说来圣人也犯错吗？”孟轲说：“周公是弟弟，管叔是哥哥，周公的错误也是可以理解的。况且古代的君子，有了过错就会改正；如今所谓君子，有了错误听任其发展。古代的君子，他的过错，就像日食、月食，人民都看得到；待到他改错时，人民会更加景仰。如今所谓君子，何止听任错误不改，反而编套托辞来辩解。”